# Bletilla ochracea
Bletilla ochracea là một loài phong lan chủ yếu mọc ở miền tây châu Phi, và Nam Á. Loài này được cho là được các thầy lang ở châu Phi dùng để trị bệnh ám ma cà rồng.

## Hình ảnh

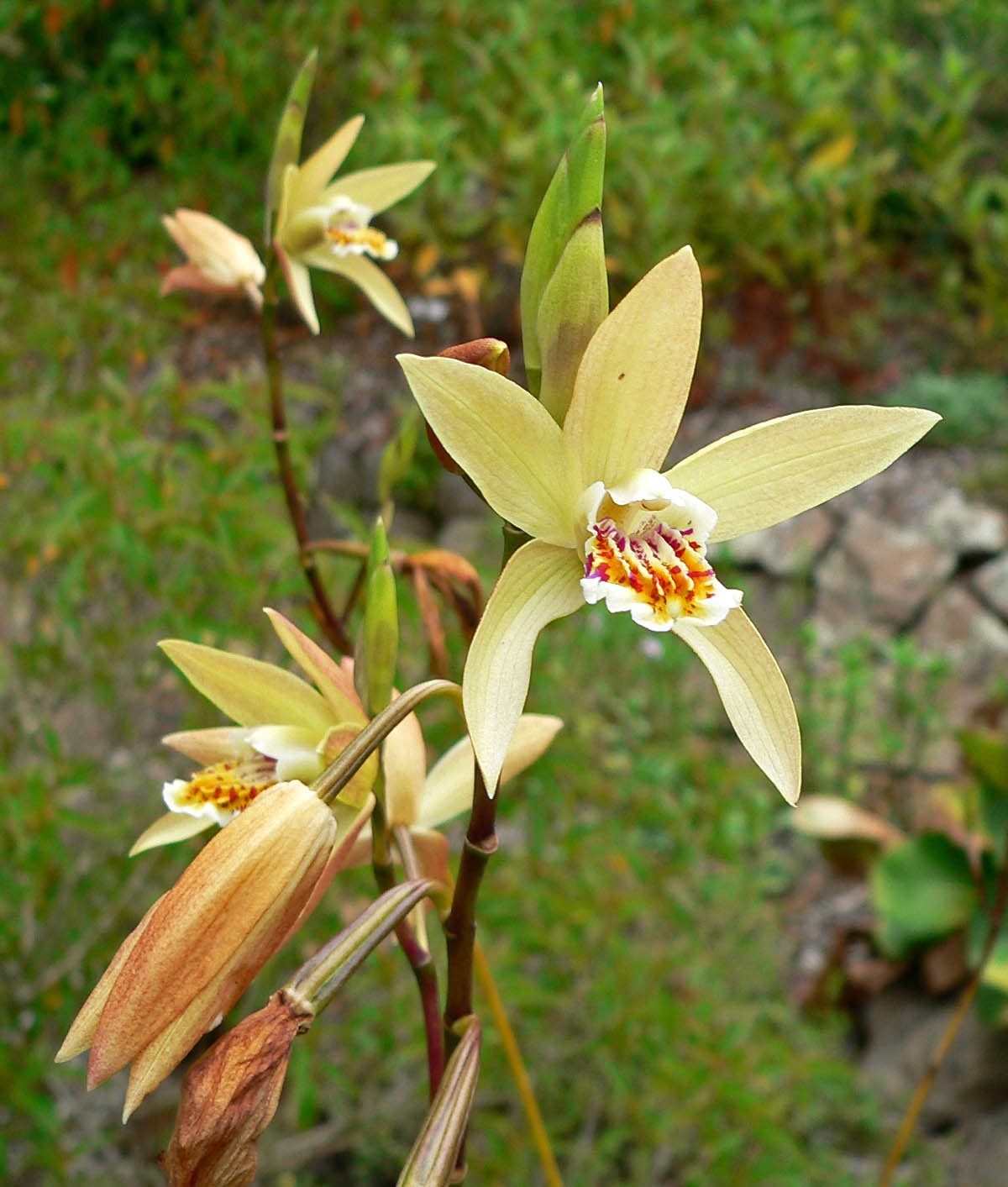
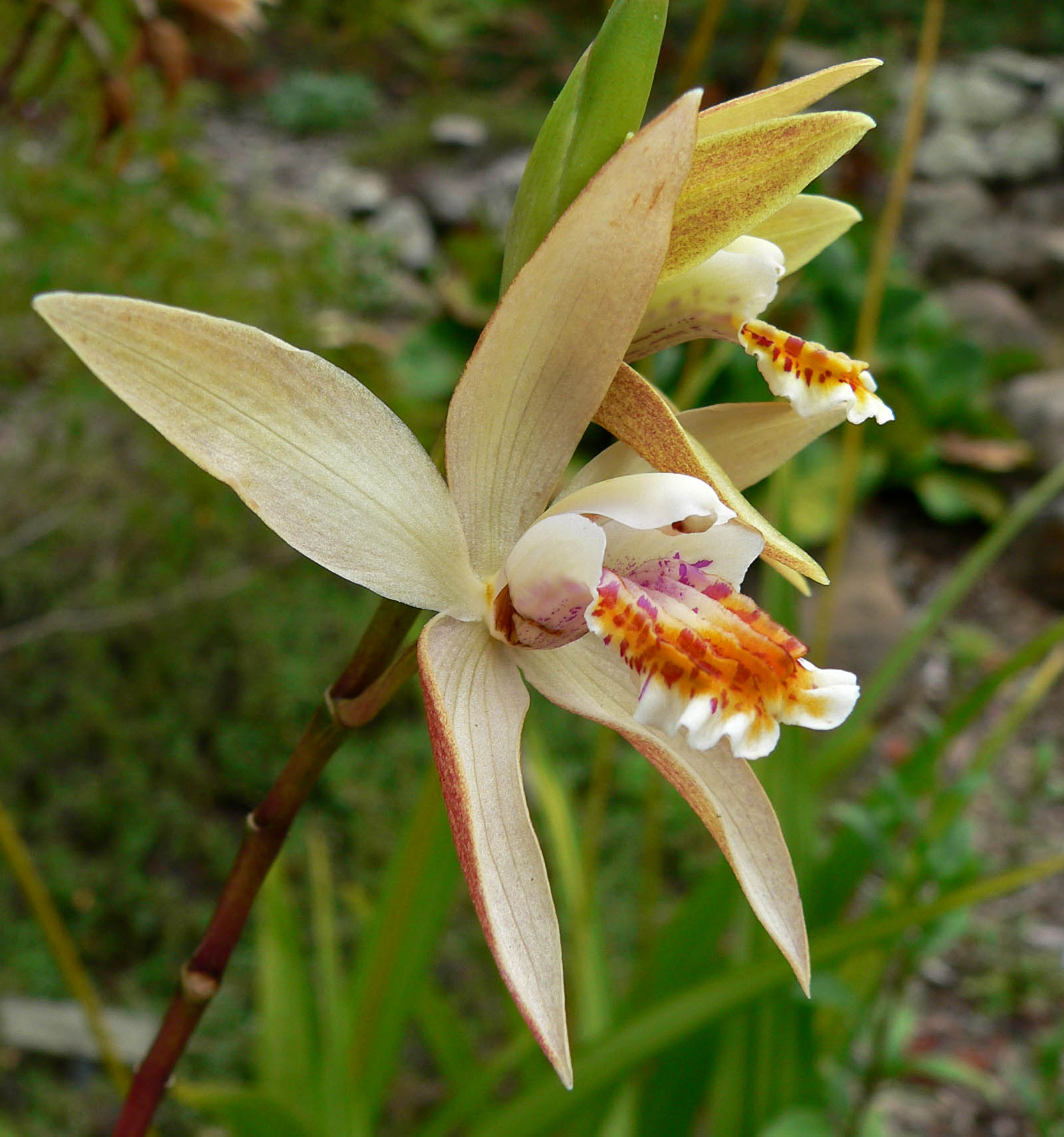